# 包頭鋼鐵
包頭鋼鐵集團有限公司，簡稱包頭鋼鐵、包鋼，是一家中国钢铁公司。
现有包钢股份与北方稀土两个上市公司。

## 历史
1927年，“西北科学考察团”中方团员丁道衡发现白云鄂博铁矿主矿体。1934年何作霖对丁道衡提供的白云鄂博矿石标本做实验室研究，发现了2种稀土类矿物。抗日战争时期，日军占据包头地区。1944年日本控制的“北支那开発株式会社”资源调查局派遣森田行雄和台湾人黄春江对白云鄂博地质调查，相继发现了矿山内的东矿体和西矿体。
1949年12月16日至25日，中央重工业部在北京召开全国钢铁会议（后称全国第一次钢铁会议），把包头列为“关内未来钢铁中心”。1950年5月，中国地质工作计划指导委员会派遣严坤元为队长的白云鄂博地质调查队（后为地质部华北地质局241队）对矿区普查，仅主矿体与东矿体当时已探明储量5.89亿吨，周围尚有许多矿体没有勘探。1953年初，政务院根据该地质队报告决定在包头建设大型钢铁联合企业，列为第一个五年计划重点建设项目。由石景山钢铁厂设计处负责建厂资料。1953年5月15日，李富春副总理和苏联部长会议副主席米高扬签署《关于苏维埃社会主义共和国联盟政府援助中华人民共和国中央人民政府发展国民经济的协定》（简称《五一五协定》），规定苏联援助中国新建或改建91个企业，其中新建大冶（即武钢）和包头2座钢铁联合企业。1953年12月29日，中国中央人民政府重工业部与苏联黑色冶金工业部及全苏进出口公司（技术出口）签署《包头钢铁公司设计工作合同书》。
1953年4月23日“中央人民政府重工业部钢铁工业管理局包头筹备组”成立，重工业部钢铁工业管理局副局长杨维主持。开始了包钢选址、厂区规划、集结人员、培养人才、争取外援等工作。钢铁工业管理局局长刘斌、副局长袁宝华、苏联黑色冶金工业部冶金工厂设计总院院长K.Л.别良契可夫、苏联列宁格勒设计院包钢设计组总工程师安德列耶夫和其他5人最终提出昆都仑河以西的宋家壕为厂址的《包头钢铁公司厂址选择建议书》。1954年6月5日，政务院财政经济委员会批准包钢在宋家壕建厂。1955年12月苏联黑色冶金工业部冶金工厂设计院列宁格勒分院等12个设计院、2万多名各专业设计专家编制的《包头钢铁公司初步设计》共88卷全部提交给包钢，按计划包钢二期投资21亿，1962年建成150吨的生产能力，1965年全部完成300万吨钢的生产能力。1956年4月4日中央批准了包头钢铁公司的初步设计，并且同意包头钢铁公司按年产钢300万吨规模一次建成；增加年产三十万个氧气瓶的制造车间、年产二十万吨左右的铁路车轮的轧制车间；年产七至八万吨的钢球车间。设计中充分考虑到资源的综合利用，在选矿过程中将矿石中的稀土元素氧化物、萤石等贵重的有用矿物,最大限度地排入尾矿中，以便将来从尾矿中提取利用。设计中并已预留出提取稀土元素工厂的.厂址。同时对采矿过程中所剥离的含有稀土元素的矿石也指定了特定的堆置场。根据中苏双方的协议和分工，包钢初步设计的总概算由鞍山黑色冶金设计总院编制，为21.654亿元。1956年5月，国家建设委员会将包头钢铁公司初步设计的概算核定为20. 654亿元。
1957年7月25日，包钢建厂开工典礼在机械总厂铆焊车间举行。1958年11月末，中共八届六中全会在武昌举行，会中乌兰夫就包钢建设问题向党中央作了汇报，中共中央主席毛泽东说，要想办法为包钢解决问题。周恩来总理为此专门接见了包钢经理杨维，听取了包钢建设工作的汇报，并指导拟定了解决包钢建设中存在困难的具体方案。后在党中央和周总理的关怀下，出现了全国支援包钢的大场面，人民日报发表了社论《保证重点支援包钢》，包钢建设面临的困难局面发生了根本性变化。
1959年9月26日，1513立方米的包钢一号高炉出铁，包钢建设初战告捷。1959年10月15日，周恩来总理亲临包钢为一号高炉剪彩，乌兰夫、李维汉、叶剑英、康克清等领导人也来参加盛典。
1998年由包頭鋼鐵公司(1954年籌建)改制成立的國有企業，從事生產鋼鐵、稀土及冶金焦炭等產品。公司總部設在中國內蒙古包頭。它是中國重要的鋼鐵生產基地和最大的稀土研究生產基地，也是內蒙古重要的支柱企業。
子公司內蒙古包鋼鋼聯股份有限公司 (簡稱包鋼股份) (上交所：600010) 在2001年於上海證券交易所上市。
2021年9月3日，宝钢股份与包钢股份在包头签订央地结对协作协议和钢管产业委托管理协议。

## 文化影响
1954年，鞍钢7000余名技术骨干参与了包钢的筹建，使得东北话与包头当地的东河话逐渐融合，包头市民的饮食习惯也在东北移民影响下有所改变，而文化大革命前后从大学中专毕业分配到包钢的上海人也在穿着打扮上引发了包头年轻人的效仿。
此外，包钢曾兴办42所中小学校，在这些学校2004年12月28日移交包头市政府前，昆都仑区所属中小学数量甚至低于包钢所属中小学。